# Bolyphantes sacer
Bolyphantes sacer är en spindelart som först beskrevs av Andrei V. Tanasevitch 1986.  Bolyphantes sacer ingår i släktet Bolyphantes och familjen täckvävarspindlar. Inga underarter finns listade.